# KBC歌謡ペナントレース
KBC歌謡ペナントレース（ケービーシーかようペナントレース）は、1974年10月7日から1977年4月1日まで九州朝日放送（KBCラジオ）で放送されていたラジオ番組。

## 概要
1974年10月から1977年4月までの間のうち、KBCジャンボナイター（現・KBCホークスナイター）の放送されていない、ナイターオフシーズンに限って放送されていた番組。
歌手・アーティストを日本全国の出身地方ごとに6チームを作り、それぞれ各チームの歌手の持ち歌をオンエア。6チームの中から毎日2チームが出場してプロ野球の試合と同じように9イニング制の試合を行い、イニングごとに歌手同士が対戦してリーグ戦が行われた。そしてその勝敗は代表してスタジオに集まった10人のリスナー審査員が判定した。各チームにはプロ野球チーム同様に置かれた監督も番組に出演し、舌戦やトークも繰り広げられた。毎シーズン、6か月間の勝利数で優勝チームが決定された。“出場”する各歌手・アーティストの曲はリクエストによって選ばれ、応援などを含めたメッセージを書き添える形で募集していた。
リスナーを集めて公開録音を行ってその模様を放送したこともあり、日によっては音楽ジャンルを限定して特集企画を行ったこともあった。

## 放送時間
- 1974年度（1974年10月〜1975年4月）：月曜日〜土曜日 19:00〜20:50[4]
- 1975年度（1975年10月〜1976年4月）：月曜日〜金曜日 18:50〜20:50[3]
- 1976年度（1976年10月〜1977年4月）：月曜日〜金曜日 18:45〜20:20[2]

## 出演者
- 総合司会
  - 栗田善成（タレント、1974年度）
  - 河内慶子（タレント、1975年度・1976年度）[1]
- 解説：西村貞朗（野球解説者、元西鉄ライオンズ）[1]
- 各出場チーム監督
  - 泉建志（当時KBCアナウンサー）[5]
  - あべやすみ（タレント）[5]
など

## 出場チーム
- 「ジョンガラーズ」（北海道・東北地方出身者）[3]
- 「モンジローズ」（関東地方・甲信越地方出身者）[3]
- 「チャッキリーズ」（中部地方・北陸地方出身者）[3]
- 「モウカリマッカーズ」（近畿地方出身者）[3]
- 「ヒバゴンズ」（中国地方・四国地方出身者）[3]
- 「カッカサンズ」（九州地方・沖縄県出身者）[3]
1976年度には区域分けの再編成が行われ、九州地方が北部九州と南九州・沖縄県の2チームに分割。代わりに近畿と中四国が1チームに統合された。

## 主なコーナー
- 新人紹介[4]
- コマーシャル・オン・ミュージック[4]
- 勝敗予想クイズ[2]
- ラッキーセブンクイズ[2]
※途中ニュース、スポーツニュースを挿入[2]